# Osmia cinnabarina
Osmia cinnabarina är en biart som beskrevs av Pérez 1895. Osmia cinnabarina ingår i släktet murarbin, och familjen buksamlarbin. Inga underarter finns listade i Catalogue of Life.